# Tabódy József
Tabódi és fekésházi Tabódy József (Pest, 1837. május 11. – Budapest, 1922. február 2.) császári és királyi kamarás, miniszteri tanácsos.

## Élete
A régi római katolikus nemesi származású tabódi és fekésházi Tabódy család sarja. Apja, tabódi és fekésházi Tabódy Pál (1802–1872), a gróf Károlyiak jogügyi igazgatója, később, 1849 után Bereg vármegye megyefőnöke, valamint főispáni helytartó, anyja, Bukovszky Klotild volt.
A gimnáziumot és a jogi tanfolyamot szülőhelyén végezte; 1861-ben a helytartósághoz gyakornokká neveztetett ki. 1862-ben Bereg megye főjegyzője, 1865-ben egyszersmind törvényszéki ülnök és megyei szolgabíró, 1867-ben főügyész, nemsokára a pénzügyminisztériumban fogalmazó, 1870-ben pénzügyi titkár, majd miniszteri tanácsos lett. 1880-ban császári és királyi kamarási méltóságot nyert. 1904-ben mint nyugalmazott miniszteri tanácsos a Ferencz József-rendet kapta. A Fehér Kereszt Országos Lelencház Egyesület másodelnöke. Elhunyt 1922-ben, halálát szívizom-elfajulás okozta.
Felesége Pap-Vásárhelyi Irma volt, aki 1916. április 23-án hunyt el életének 75., házasságának 49. évében.
Cikke a Vasárnapi Ujságban (1860).

## Munkái
- Munkács multja és jelene Magyarország történetében. Pest, 1860. 11. kőny. képekkel. (Ism. Bud. Szemle XII. 401. l. T. válasza. M. Sajtó 1861. 43. sz.).
- II. Izabella Spanyolhon elűzött királynéja, vagy a madridi udvar titkai. Történeti regényes leírás Spanyolhon legújabb idejéből F. Born Györgytől. Ford. Uo. 1871–74. 13 kötet.
- Egy világváros titkai, vagy vétkes és vezeklő nő. Regény Born F. Györgytől. Ford. Uo. 1872–73. Tíz kötet.